# Joel Barlow
Joel Barlow, född den 24 mars 1754 i Redding, Connecticut, död den 22 oktober 1812 i Żarnowiec vid Kraków, var en amerikansk författare och diplomat.
Barlow deltog i frihetskriget 1780–1783, varunder han eldade trupperna genom predikningar och sånger. Ryktbar genom sin frihetsglödande dikt Vision of Columbus (1787) och revolutionära ströskrifter, begav han sig till Frankrike, där han trädde i förbindelse med revolutionsmännen och erhöll  medborgarrätt. År 1805 återvände han till Amerika, där han levde i lantlig tillbakadragenhet, tills han 1811 utnämndes till sändebud i Paris. På resa till en konferens med Napoleon I dog han i Polen.